# Post SV Hannover
Der Post SV Hannover (offiziell: Postsportverein Hannover e. V.; abgekürzt auch: PSH) ist ein Sportverein aus 
Hannover. 

## Geschichte
Der Verein wurde am 3. Mai 1926 im Briefträgersaal des Postamts Hannover 1 gegründet. Nach dem Ende des Zweiten Weltkrieges durfte der Vereinsname nicht mehr verwendet werden, so dass als Ersatz der SV Bult gegründet wurde. Im Jahre 1954 kehrte der Club zu seinem heutigen Namen zurück. Der Verein hat rund 1.000 Mitglieder. Das Sportangebot umfasst Basketball, Bridge, Fit & Vital, Fußball, Sportschießen, Schwimmen, Ski, Tanzen, Tennis, Tischtennis, Turnen und Volleyball. Früher bot der Verein auch Darts, Handball, Kegeln, Leichtathletik, Radsport, Schach, Unihockey und Wandern an.

### Handball
Die Handballmannschaft der Männer wurde im Jahre 1932 Norddeutscher Meister und qualifizierte sich für die Deutsche Meisterschaft der Deutsche Sportbehörde für Leichtathletik. Bereits in der ersten Runde folgte das Aus nach einer 4:8-Niederlage gegen den Polizei SV Halle. In den Jahren 1935 und 1938 wurden die Postler jeweils Meister der Gauliga Niedersachsen und nahmen erneut an den Endrunden um die Deutsche Meisterschaft teil, wobei im Gegensatz zur Zeit vor 1933 nur noch eine Meisterschaft ausgespielt wurde. Sowohl 1936 als auch 1938 scheiterte die Mannschaft in der Gruppenphase. Beim ersten Mal hatte der Oberalster VfW die Nase vorn, während beim zweiten Mal der MSV Hindenburg Minden Gruppensieger wurde. Im Jahre 1940 verpassten die Postler die dritte Gaumeisterschaft, nachdem sie das Entscheidungsspiel um den Meistertitel gegen TuRa Gröpelingen mit 8:11 verloren. Nach dem Ende des Zweiten Weltkrieges erreichte die Mannschaft 1949 nochmal die Norddeutsche Meisterschaft und qualifizierte sich für die neu geschaffene, erstklassige Oberliga Nord. Dort wurden die Postler in der Saison 1949/50 Tabellenletzter und mussten absteigen. Anschließend verschwanden die Handballer in untere Spielklassen. Die Abteilung wurde später aufgelöst, wobei weder Zeitpunkt noch die Umstände bekannt sind.

### Basketball
Die Basketballabteilung wurde im Jahre 1953 gegründet. Im Jahre 1966 gehörten die Postler zu den Gründungsmitgliedern der Basketball-Bundesliga und stellten mit Dieter Sarodnik den Topscorer der Spielzeiten 1966/67 und 1967/68. Trotz der Treffsicherheit des Nationalspielers stieg die Mannschaft 1968 ab und spielen seitdem nur noch in unteren Spielklassen. Die Frauenmannschaft spielte in der Saison 1973/74 in der Bundesliga.

### Darts
Die Mannschaft des Post SV Hannover wurde zwischen 1986 und 1988 dreimal in Folge deutscher Mannschaftsmeister. Darüber hinaus wird Gabi Kosuch dreimal deutsche Einzel-Meisterin und Wolfgang Nolte wurde 1987 deutscher Einzel-Meister.

### Leichtathletik
Horst Bodenstein wurde 1956 Deutscher Meister im Fünfkampf. Erwin Skamrahl wurde 1980 Deutscher Meister im 400-Meter-Lauf und ein Jahr später Deutscher Meister im 200-Meter-Lauf.

### Fußball
Die Fußballer des Post SV Hannover spielten zumeist auf Kreisebene. Von 1984 bis 1988 trat die Mannschaft in der Bezirksklasse. Zuletzt trat in der Saison 2007/08 eine Herrenmannschaft des Post SV in der 3. Kreisklasse an. Seitdem stellt der Verein nur eine Seniorenmannschaft.

## Persönlichkeiten
- Horst Bodenstein
- Norbert Dölitzsch
- Dieter Sarodnik
- Erwin Skamrahl
- Marcus Weiß